# بيرغ سور موسيل
بيرغ سور موسيل (بالفرنسية: Berg-sur-Moselle)‏ هي بلدية في إقليم موسيل التابع لمنطقة غراند إيست في شمال شرق فرنسا.